# Hamars
Hamars är en kommun i departementet Calvados i regionen Normandie i norra Frankrike. Kommunen ligger i kantonen Évrecy som ligger i arrondissementet Caen. År 2018 hade Hamars 465 invånare.

## Befolkningsutveckling
Antalet invånare i kommunen Hamars
Referens: INSEE